# Округ Карбон (Монтана)
Карбон (енгл. Carbon County) је округ у америчкој савезној држави Монтана.

## Демографија
По попису из 2010. године број становника је 10.078, што је 526 (5,5%) становника више него 2000. године.
| Група             | 2000.         | 2010.         |
| Белци             | 9.188 (96,2%) | 9.668 (95,9%) |
| Афроамериканци    | 24 (0,3%)     | 33 (0,3%)     |
| Азијати           | 34 (0,4%)     | 22 (0,2%)     |
| Хиспаноамериканци | 169 (1,8%)    | 188 (1,9%)    |
| Укупно            | 9.552         | 10.078        |